# Yitzhak Frenkel Frenel

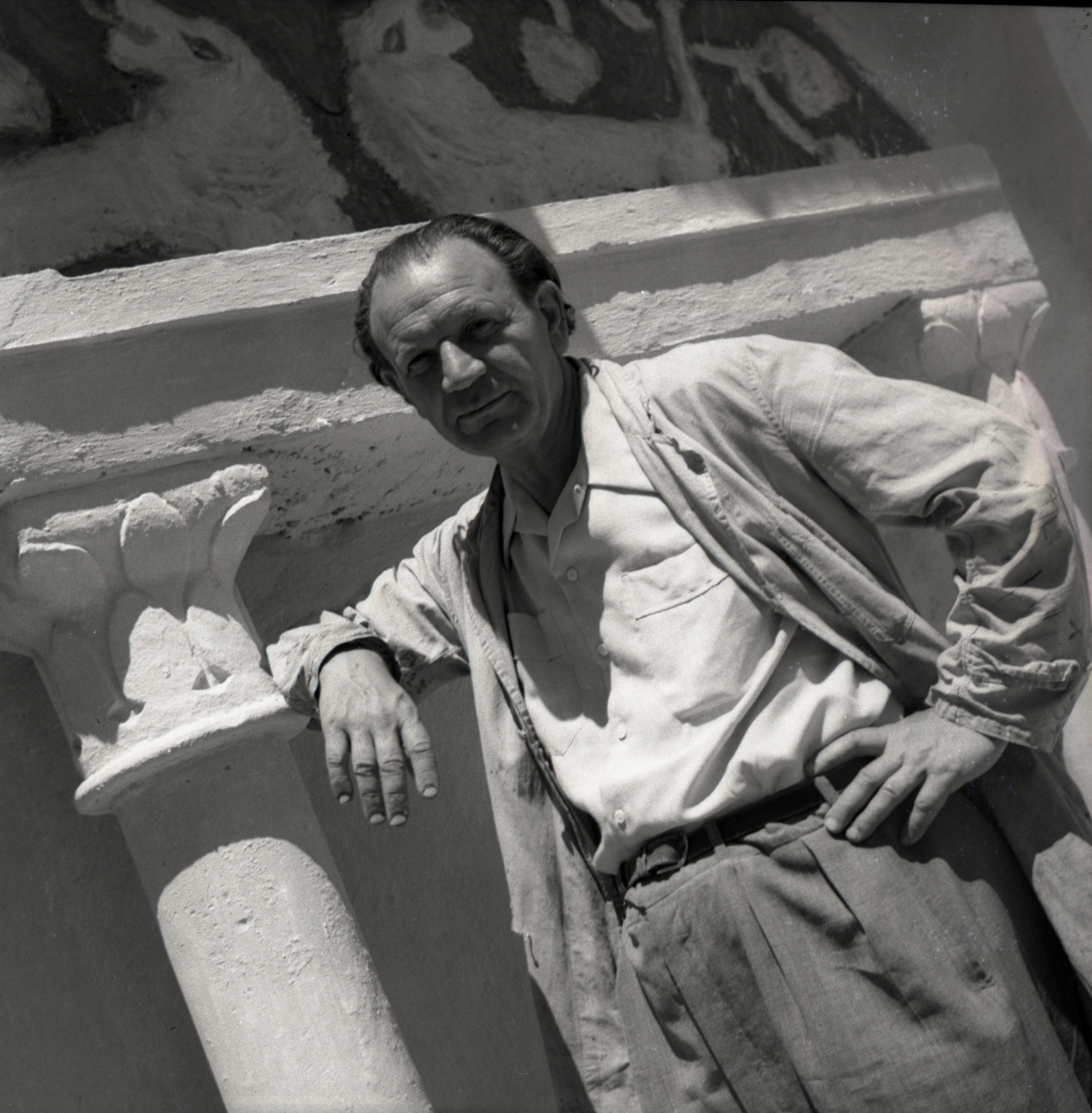
Frenkel Frenel in Safed

Isaac Frenkel (hebräisch יצחק פרנקל; 1899–1981), auch bekannt als Yitzhak Frenkel oder Alexandre Frenel, war ein israelischer Maler und Bildhauer, der als „Vater“ der Modernen Kunst in Israel gilt. Er gilt als einer der bedeutendsten jüdischen Künstler der „Schule von Paris“ und ihr Hauptvertreter in Israel. Er starb 1981 in Tel Aviv und wurde in Safed begraben. Zeit seines Lebens lebte und arbeitete er in Portugal, Südafrika, Frankreich und Israel, insbesondere Tel Aviv und Safed.

## Biografie
Yitzhak Frenkel wurde 1899 in Odessa, damals Teil des Russischen Reiches, geboren. Er war ein Urenkel des bekannten Rabbi Levi Jizchak von Berditschew. In seiner Jugend studierte er in einer Jeschiwa, wo er Chaim Glicksberg traf. Als Kind wohnte er direkt neben dem Verlag „Moriah“; der großen Intellektuellen der jüdischen Welt: Bialik und Rawnitzki.
1917 studierte er bei Alexandra Exter, einer einflussreichen konstruktivistischen, kubistischen und futuristischen Lehrerin und Malerin, an der Akademie der Schönen Künste in Odessa, einer der führenden Kunstschulen im zaristischen Russland.
Frenkel wanderte 1919 in das britische Mandatsgebiet Palästina aus und war Teil der ersten Pionierwelle der „Dritten Aliyah“ an Bord des Schiffes „Roslan“, das später im zionistischen Geschichtsbild als gleichwertig mit der „Mayflower“ galt, da mit ihr mehrere Gründer des kulturellen Lebens des künftigen Staates Israel, darunter auch Frenkel, ins Land kamen.

## Revolutionierung der Malerei in Israel, die 20er und 30er Jahre
1920 gründete er die Künstlerkooperative in Jaffa und ein Künstleratelier im Herzlia-Gymnasium, wo er Mal- und Bildhauerunterricht gab. Zusammen mit den Malern Konstantinovsky, Had-Gadia (Raphael Abulafias erste Frau) und dem Bildhauer Halperin gründete er die Künstlergenossenschaft Ha-Tomer. Später im selben Jahr begab er sich auf eine Reise, zunächst nach Ägypten, wo er in Alexandria ausstellte.
Anschließend reiste Frenkel nach Paris, wo er an der École des Beaux-Arts und der Académie de la Grande Chaumière in den Ateliers des Bildhauers Antoine Bourdelle und des Malers Henri Matisse studierte. Zu dieser Zeit war seine Malerei abstrakt. Als Frenkel 1924 im „Salon des Indépendants“ in Paris ausstellte, erwarb Piet Mondrian zwei seiner Gemälde für einen englischen Sammler.
Frenkel kehrte 1925 in das Land Israel zurück, wo er die bildende Kunst revolutionierte. Er eröffnete die Histadrut-Kunstschule in Tel Aviv. Frenkel galt in seinen künstlerischen Ausrichtungen als extrem. Zu seinen Schülern gehörten Shimshon Holzman, Mordechai Levanon, David Hendler, Joseph Kossonogi und Tziona Tagger. Er betreute Schüler der Kunstgewerbeschule Bezal'el, darunter Avigdor Stematsky, Yehezkel Streichman, Mosche Kastel und Arie Aroch. Zu seinen Schülern gehörten Bezalel-Studenten, die Tel Aviv besuchten, um die Lehren des „Maestro“ aufzunehmen.
Frenkels Pariser Expressionismus und moderner französischer Einfluss zeigen sich in ihm nicht nur als Künstler, sondern auch als Lehrer. Jeder, der bei ihm studierte, nahm den französischen Einfluss auf und die meisten gingen in den 1920er und 1930er Jahren zum Studium nach Paris. Frenkels Stil ähnelte eher der abstrakten Malerei, der er in Paris ausgesetzt war, als dem damals populären Orientalismus. Er war der erste abstrakte Maler in Israel.

## 1940er Jahre: Historische Aufnahme
Im Jahr 1948, dem Jahr der Unabhängigkeit Israels, durfte er historische Meilensteine in der Geschichte Israels festhalten. Er malte die erste Sitzung der Knesset sowie die erste Sitzung der IDF-Militärkommission. Er fertigte auch Porträts der ersten 120 MK (Mitglieder der Knesset) an.
Er war der erste Maler, der vom Staat Israel ausgewählt wurde, um den jüdischen Staat auf der Biennale in Venedig zu repräsentieren. 1950 stellte er seine Arbeiten auf der 25. und 26. Biennale von Venedig aus und vertrat Israel.

## Ab den 1950er Jahren: Frenel
1954 kehrte er nach Frankreich zurück. Dort studierte er Glasmacherei und schuf Glasmalereien (Fensterglasarbeiten), die von Baroness Alix de Rothshild für eine Kapelle in der Normandie in Nordfrankreich in Auftrag gegeben wurden. In den Jahren zwischen 1954 und 1960 begann er, seine Werke als „Frenel“ zu signieren.
Ab 1960 stellt Alexandre Frenel in Museen und Galerien in Europa, Amerika, Südafrika und in Asien aus. Von diesem Moment an reiste er nach Paris und nutzte das Safed-Haus als Sommerhaus. Er reiste durch Paris und Israel.
1972 öffnete das Haus Safed seine Pforten als Museum, das Musée Frenkel Frenel präsentierte in seinen letzten Tagen seine Werke aus den 1920er Jahren.
1979 hatte er anlässlich seines 80. Geburtstages eine Einzelausstellung in der berühmten „Orangerie“ in Paris; eingeweiht vom Präsidenten des französischen Senats, Alain Poher.
Tod 1981 in Tel Aviv. Er liegt in Safed begraben.